# 지방도 제1051호선
지방도 제1051호선은 경상남도 양산시 어곡동과 밀양시 단장면 아불삼거리를 잇는 경상남도의 지방도이다.
전 구간 왕복 2차로로 구성되어 있으며, 원래 구간은 원동면 배내골에서 어곡동까지의 구간이었으나 밀양댐의 공사가 완료된 이후 남명리~고례리 사이의 도로와 댐공사에 쓰였던 배내골~밀양댐구간의 임시도로를 개량하여 남명리~배내골구간의 도로를 완성하고 해당 구간을 지방도에 편입시켰다. 이로 인해 삼랑진읍과 원동면을 경유하지 않고 원동면과 양산시내를 오갈 수 있게 되어, 소요시간이 단축되었다.

## 연혁
- 2003년 2월 20일 : 노선 신설[1]
- 2009년 8월 20일 : 양산시 어곡동 680m 구간 굴곡 및 경사 개량 개통[2]
- 2009년 10월 15일 : 지방도 노선 조정[3]

## 주요 경유지
- 양산시
  - 어곡동 - 어곡삼거리 - 두연교 - 제1화룡교 - 신불1교 - 신불2교 - 신불산공원묘원
  - 원동면 에덴밸리 리조트 - 배내골 - 대리

- 밀양시
  - 단장면 고례리 - 밀양호 - 밀양댐 - 고례교 - 범도리 - 아불삼거리

## 중복 구간
- 양산시 어곡동 ~ 신불2교 남단 : 지방도 제1077호선과 중복

## 도로명
- 양산시 어곡동 ~ 원동면 배내골 : 어실로
- 양산시 원동면 배내골 ~ 밀양시 단장면 아불삼거리 : 고례로

## 주의사항
- 본 도로의 어곡종점 ~ 에덴밸리 구간은 경사가 급하고 구배가 심하여 안전상의 위험이 있으므로 16인승 이상 대형버스는 원칙적으로 통행할 수 없다. 이에 대한 대체도로로는 지방도 제1022호선과 국가지원지방도 제69호선이 있다. 부산에서 가고자 하는 경우에는 금곡대로를 이용한 후 부산 도시철도 2호선 호포역에서 호포로를 통해 진입하도록 한다.